# SSX (videogioco)
SSX (Snowboard Supercross) è il primo di una serie di videogiochi di snowboard distribuito da EA Sports BIG. SSX è stato il primo gioco distribuito con questo marchio della EA specializzato in sport estremi. Il videogioco è stato sviluppato dalla EA Canada e pubblicato con il lancio della PlayStation 2 il 26 ottobre 2000. Alla sua uscita è stato ampiamente riconosciuto dalla critica come uno dei migliori giochi di lancio per PS2, grazie alla sua giocabilità e alla sua grafica.

## Modalità di gioco
I giocatori possono scegliere uno dei numerosi snowboarder, ciascuno con le proprie abilità. Selezionato il percorso, inizia il gioco, dove il giocatore troverà ostacoli, rampe, trampolini di lancio e altri oggetti per eseguire dei tricks che faranno ottenere punti. Mentre alcuni trick hanno origini reali nello snowboard, molti dei più avanzati non sono realistici e vanno contro la fisica.

## Premi
SSX fu candidato a sei premi dell'Academy Of Interactive Arts & Sciences, di cui ne vinse cinque:
- Console Game of the Year, Vinto
- Game Play Engineering, Vinto
- Original Musical Composition
- Visual Engineering, Vinto
- Console Racing, Vinto
- Console Sports, Vinto

## Sequel
- SSX Tricky
- SSX3
- SSX on Tour
- SSX Blur
- SSX (2012)[2]